# Štruklji
Štruklji este un preparat specific bucătăriei slovene, compus din aluat și diverse tipuri de umplutură. Preparatul vine sub formă de găluște rulate, care pot fi gătite la aburi, fierte sau coapte și care pot avea o gamă largă de umpluturi. Štruklji a fost rezervat în mod tradițional pentru ocazii speciale, dar acum este unul dintre cele mai caracteristice feluri de mâncare zilnice din gospodăriile din toată Slovenia. Este strâns înrudit cu Zagorski štrukli, un preparat tradițional croat.

## Istorie
Se spune că prima preparare înregistrată a štruklji a avut loc în 1589, când bucătarul unui conac din Graz a scris rețeta de štruklji gătit cu umplutură de tarhon. Štruklji a devenit în secolul al XVII-lea un preparat festiv pentru oamenii din clasa de mijloc din zona urbană și s-a răspândit în gospodăriile din zona rurală circa două secole mai târziu. A fost introdus în bucătăria de zi cu zi pe la începutul secolului al XX-lea.

## Ingrediente și preparare
Cele mai comune ingrediente ale aluatului sunt făina (de obicei de grâu sau de hrișcă), oul, uleiul, apa caldă și sarea. Acestea sunt amestecate împreună iar aluatul turnat într-un strat subțire. Umplutura poate fi fie dulce, fie înțepătoare; printre cele mai comune umpluturi se numără merele, nucile, semințele de mac, ricotta sau tarhonul. Umplutura este întinsă pe foaia de aluat, iar aluatul este apoi rulat.
Alternativ, štruklji se poate prepara amestecând ricotta cu ingredientele de deasupra și gătind aluatul.